# Talheim (Heilbronn)
Pour l’article homonyme, voir Talheim (Tuttlingen).
Talheim  est une commune de Bade-Wurtemberg (Allemagne), située dans l'arrondissement de Heilbronn, dans la région de Heilbronn-Franconie, dans le district de Stuttgart.